# Cabañas (Cuba)
Cabañas es un pueblo pesquero del municipio Mariel, en la Provincia de Artemisa en Cuba.

## Historia
La bahía de Cabañas llamó la atención de los colonizadores españoles por ser amplia y basta. Luego los cortes de madera en las inmediaciones de la bahía, dieron ocupación junto a los españoles, a los pocos indios que aun quedaban en este territorio. A medida que progresaba la colonización, disminuían los indios, y fueron introduciéndose esclavos negros traídos de África. Tráfico que duró a lo menos tres siglos, así el puerto de cabañas se vio usado cientos de veces para el contrabando de esclavos.

### Fundación
Es difícil decir la fecha exacta de la fundación del pueblo de Cabañas, pues en los libros de actas del Cabildo de La Habana, no aparece el acuerdo que debió tomarse al efecto. Por supuesto hay que tener en cuenta que las actas debieron desaparecer quemadas o destruidas por los ataques de corsarios franceses que saquearon la villa de La Habana en 1538 y 1555, por lo que la constancia más antigua data del Cabildo de 19 de mayo de 1559 en el cual se hace petición de un terreno próximo a Cabañas conocido como Dominica, y luego en los Cabildos de 1.º de agosto de 1570 y 27 de marzo de 1573.

### Piratas e invasores
La Bahía de Cabañas, como la de Mariel fue usada como descarga de contrabando pirata y como estancia de piratas que esperaban el momento de saquear La Habana. A mediados de junio de 1558 el gobernador Diego de Mazariegos recibió la noticia de que dos galeotas piratas habían apresado a dos carabelas españolas en una batalla naval a la altura de la bahía de Cabañas.
En 1586 Juan Bautista Rojas Tabar y Gabriel de Luján gobernantes españoles, adoptaron medidas para la defensa contra posibles ataques de invasores y piratas, entre ellas colocaron fragatas y vigías en el puerto de Cabañas con el fin de que avisaran a la villa de La Habana.
El 25 de julio de 1597 aparecieron frente a La Habana seis o siete naves inglesas, y al día siguiente los vigías apostados en Cabañas y Mariel anunciaron haber avistado ocho naves, lo que hizo al gobernador Maldonado reunir a las flotas en La Habana para ir a España. Es difícil determinar las proporciones que adquirió el contrabando en Cuba, La Habana misma vendió y compró mercancías a los contrabandistas por el puerto de Cabañas y el Mariel.
El 14 de julio de 1626 una flota holandesa mandada por Vaude Vin Enrique entró al puerto de Cabañas sobre las ocho de la mañana, y los españoles y negros, dueños y demás habitantes huyeron a La Habana. Los holandeses quemaron un Buque en construcción en el astillero el cual era propiedad de Juan Pérez Oporto, mataron a los animales que encontraron en las fincas cercanas y luego partieron del puerto en dirección a La Habana. El jefe de la banda pirata murió el siguiente 2 de julio debido a unas fiebres adquiridas por mojarse en las lluvias de cabañas
El 31 de agosto de 1638 los corsarios holandeses capitaneados por el célebre Cornelius Jol, encontraron frente al puerto de cabañas a la flota española que venía de Cartagena, al mando del General Carlos de Ibarra. Los corsarios se vieron obligados a huir con más de 400 muertos y muchos más heridos. El galeón Urdanivia de la flota española se vio obligado a refugiarse en el puerto de cabañas debido a que hacia agua por todos lados, en cuanto el gobernador se enteró envió a Cabañas gente y bestias que recogieran su artillería y cargamento y arreglaran sus averías.

### Cimientos
Mientras la piratería y el corzo asolaban las costas de esta región en el interior los vecinos, se dedicaban a la crianza de ganado y a la agricultura, al contrabando y a la construcción de naves. El puerto de Cabañas adquirió principalmente su fama por algunas embarcaciones que en él se fabricaron. Entre ellas un buque mercante de más de 700 toneladas de nombre "La Criolla" propiedad del gobernador Pedro de Valdés y un galeón de 700 toneladas nombrado "nuestra señora de la concepción", que por espacio de seis años sirvió de almiranta de la flota de Nueva España.

### Masacre de Cabañas
Durante la guerra previa al triunfo de la revolución cubana, en el poblado de cabañas, por orden del Cabo Luis Lara Crespo jefe de la policía batistiana en la comunidad apreso a un grupo de jóvenes bajo la acusación de cómplices del Movimiento 26 de Julio, los cuales fueron cruelmente torturados y masacrados un 20 de noviembre de 1958, en el Cuartel de la policía local actual Escuela Secundaria Básica Urbana "Marcos Antonio Lafa" nombre dado a la misma en honor a uno de los mártires de la Masacre de Cabañas.

#### Homenaje a los mártires
Cada 20 de noviembre se prepara todo el pueblo cabañense para rendir tributo a sus mártires.
Se inicia la ceremonia con una caminata desde el parque central hasta el mausoleo de los mártires. luego se hace entrega de una ofrenda florar, se entona el himno nacional, se hace pase de lista de todos y cada uno de los mártires, mientras que a la mención de cada nombre la multitud da un aplauso doble simple, luego se disparan balas de salva al aire, se declaman poemas y elogios por parte de talentos locales y un dirigente político local entona un discurso para cerrar con broche de oro.
- Es tal el respeto del pueblo cabañense hacia esta ceremonia que incluso bajo fuertes lluvias la multitud se ha mantenido inamovible hasta el final del evento.